# Werner och Werner
Werner och Werner (tyska: Werner und Werner) är två fiktiva tyska kockar som spelades av Sven Melander och Åke Cato i ett flertal sketcher i SVT-programmet Nöjesmassakern under andra halvan av 1980-talet. Första gången de dök upp var dock i serien Häpnadsväktarna i avsnittet "En vecka senare" som visades den 22 maj 1981. 
De hade som kännetecken att säga att de flesta ingredienser kunde bytas ut mot selleri. Deras förebild var kocken Werner Vögeli, som var känd för att förespråka enkla och rustika råvaror i köket.
1988 släppte duon en singelskiva, Vår julskinka har rymt, som blev en storsäljare i Sverige. Låten skrevs av Billy Butt. Samma år släppte de även albumet Kockarnas skiva.